# Alain Traoré
Sibiri Alain Traoré, född 1 januari 1988 i Bobo Dioulasso, är en burkinsk fotbollsspelare som spelar som anfallare för Renaissance Sportive de Berkane och Burkina Fasos landslag.
Han var uttagen i Burkina Fasos trupp till Afrikanska mästerskapet 2013.